# Szlovák Köztársaság (1939–1945)
Az Első Szlovák Köztársaság a hitleri Németország által létrehozott bábállam volt, amely 1939. március 14-től 1945-ig létezett.
Hitler Jozef Tiso, szlovák politikust állította választási helyzet elé, hogy kinyilvánítsa országa Csehszlovákiától való függetlenségét. A függetlenség kinyilvánítása után egy nappal, 1939. március 15-én német csapatok megkezdték a bevonulást Csehországba. Ugyanezen napon magyar csapatok ellenőrzésük alá vonták Kárpátalját és átlépve az új szlovák állam határát kiszélesítették a volt tartomány határait. Ez volt Kárpátalja visszafoglalása. A fiatal szlovák állam 1939. március 23-tól 1939. április 4-ig emiatt hadban állt Magyarországgal (magyar–szlovák kis háború), ami viszont nem eszkalálódott tovább.
Az új Szlovák Köztársaság teljes mértékben a Német Birodalom szatelitállama volt. Lengyelország lerohanásakor Németország mellett Szlovákia is bekapcsolódott a küzdelmekbe kisebb segédcsapatokkal. Emiatt Szlovákia területeket kapott a Második Lengyel Köztársaságból. A szlovák állam északnyugati részét „német katonai ellenőrzés” alá vonták. 1941. június 22-én Szlovákia is bekapcsolódott a Barbarossa hadműveletbe. 1944-ben amikor a Munkás-paraszt Vörös Hadsereg elérte Szlovákia határát, elkezdődött a Szlovák Nemzeti Felkelés, amelyet azonban a németek levertek. A második világháború után a párizsi békerendszer szerint (mivel a Szövetségesek soha nem ismerték el Szlovákiát független szuverén államnak) Szlovákia területe újra Csehszlovákia részévé vált.

## Története
Németország már a Cseh–Morva Protektorátus létrehozását fontolgatta, ezért februártól a szlovák önállósodási törekvések mellé állt. Március 9-én ezért cseh csapatok szállták meg Szlovákiát, Tisót pedig lemondatták. 1939. március 13-án Hitler magához hívatta Tisót és Ferdinand Ďurčanský külügyminisztert, másnap pedig Háchát, akiket kész helyzet elé állítva meg is fenyegetett. A Szlovák Néppárt vezetőjeként és az autonóm Szlovákia miniszterelnökeként Tiso március 14-én Zsolnán kikiáltotta a „független” Szlovákiát, melyet német védnökség alá helyezett. Másnap Cseh és Morvaországot Németország, a függetlenedni vágyó Kárpátalját (március 15–18. között) pedig Magyarország annektálta. A Magyarország és Szlovákia közti „határvita” 1939. március 23-a és április 4-e között a Magyar–szlovák kis háborúhoz vezetett. A kisantant ezzel hivatalosan is megszűnt létezni (utolsó „sikereinek” egyike a bledi egyezmény). Szintén márciusban a határmegállapító bizottság több falut elcserélt Szlovákiával.
Március 18-án Hitler Bécsbe hívatta Tisót, ahol a védnökség feltételeit tárta elé, amiket 25 éves lejáratú szerződésben is rögzítettek. Szlovákia ekkor a Harmadik Birodalom csatlós államává vált, a Hlinka Szlovák Néppártja – Szlovák Nemzeti Egységpárton, a Deutsche Parteion és az Egyesült Magyar Párton kívül minden más pártot betiltottak. A Cseh–Morva Protektorátussal való határsávot (Schutzzona – védősáv a Vág jobb partja) német csapatok ellenőrizték. Az Európában 1939. szeptember 1-jén Lengyelország lerohanásával kitört második világháborúban, az ország első katonai szerepvállalása a vasútvonalak átengedése volt a Német Birodalom háborús céljaira. Ennek következménye, hogy lengyelek egyedüli menekülési útvonala a megszálló csapatok elől csupán Kárpátalja maradt. A lengyel katonai menekültek egy részét ideiglenesen a felvidéki visszacsatolt területeken helyezték el.

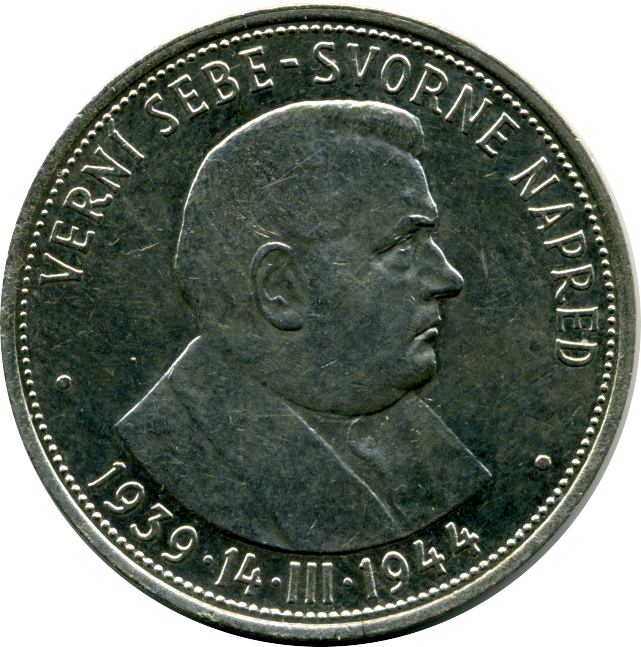
50 koronás ezüst emlékérem Szlovákia 5 éves fennállása alkalmából, Jozef Tiso államelnök képével

Az ország gazdasági tekintetben is a Német Birodalomnak volt alárendelve. A szlovák korona német birodalmi márkához igazított értéke nem a valós értéket tükrözte. A Szlovák Nemzeti Bank felét a Birodalmi Bank igazgatta. A hátrányos gazdasági körülmények és a fedezetlen bankók magas inflációt eredményeztek. A legnagyobb cégek a birodalomból jöttek, illetve német tulajdonba kerültek. Az ipar, melyet a Vág-völgyében koncentráltak, főként a német hadiipart szolgálta ki. Ezen felül „önkéntes” munkaerőt is biztosítottak Németországnak. Az ország politikai vezetésébe is beleszóltak, mivel a HSĽS felső vezetésében is voltak önállósulási törekvések. A klérofasiszta kormányzatban Jozef Tiso 1939. október 26-án megerősítette pozícióját, mivel az első Szlovák Köztársaság egyetlen elnöke lett.
A kisebbségek helyzete fokozatosan romlott. A megmaradt magyarságra folyamatos jogfosztások vártak (elbocsátások, szervezeteik betiltása és ellehetetlenítése, zaklatások, bebörtönzések). A szlovákiai magyarság jogainak érvényesítésekor a szlovák állam elméletben a reciprocitás elvét követte, mindaddig nem tett engedményeket míg a magyarországi szlovákság helyzete nem javult. A magyar vezetőket is megfigyelték és zaklatták. A tiltakozások ellenére a jogtiprásnak a szlovák kormány sem szabott gátat. Az Egyesült Magyar Párt tovább folytatta munkáját, faji vagy felekezeti alapú megkülönböztetést továbbra sem tett, ami a nem szélsőjobb érzelmű németek között is szimpátiát ébresztett és számos német településen alakultak helyi szervezetei. Kárpátalja elszakításával a magyarság politikai ereje tovább gyengült, de összetartozásában erősödött. A korábban megindult Magyar Ház mozgalmat a hatóságok leállíttatták, a már felállított helyek működését megpróbálták ellehetetleníteni és többet nacionalista csoportok dúltak fel (Dobsina, Gölnicbánya, Homonna, Igló, Nagymihály, Poprád, Trencsén). A zsidóság helyzete is rohamosan romlott, számos családot a határ senki földjére toloncoltak ki, így próbálva megszabadulni a „nemkívánatos” személyektől.
1940. július 28-án mentek végbe az ún. salzburgi tárgyalások, amelyek a náci ideológia átültetését szorgalmazták. Ďurčanský külügyminisztert és a belügyminisztert is leváltották, ezen helyekre Vojtech Tuka (külügy) és Alexander Mach (belügy) került. Egyben Mach lett a vezetője a még 1938 nyarán létrejött Hlinka-gárda militáris szervezetnek, mely 1940 júniusában magába olvasztotta a Rodobrana nevű részét is. 1940. július 5-e után mint politikai rendőrség együttműködött a nemzetbiztonsági központtal. Feladatkörébe tartozott az ellenzéki személyek zaklatásán kívül a zsidók deportálása is.

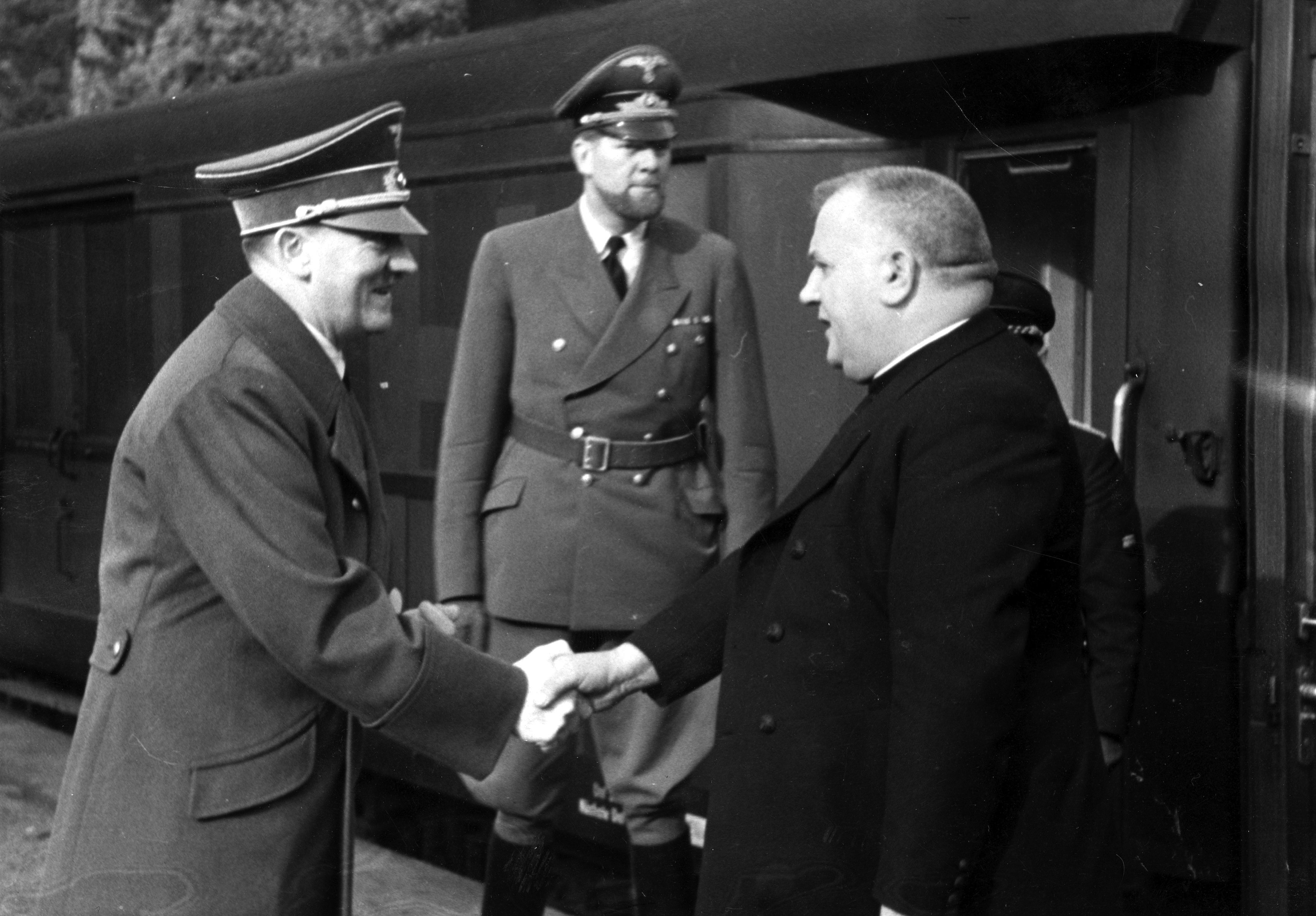
Hitler és Tiso találkozója 1941-ben

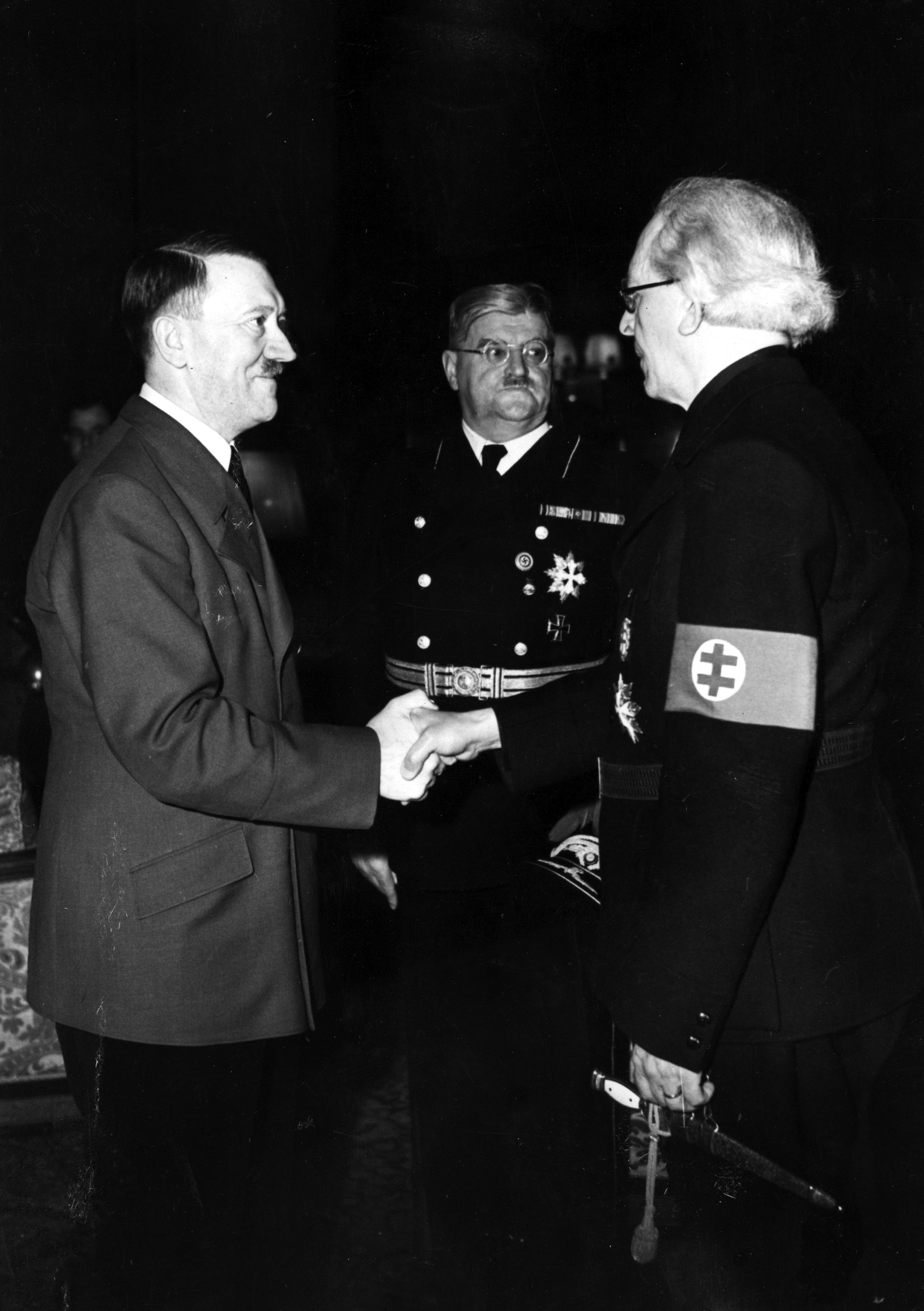
Hitler és Tuka találkozója 1941-ben

1941 júliusában a kormány egyetértett a Szovjetunió elleni hadjáratba való bekapcsolódásról. 1941. november 24-én az ország csatlakozott a tengelyhatalmak katonai szövetségéhez, amivel a további katonai szerepvállalás mellett is elkötelezte magát. Másnap pedig Tuka Berlinben aláírta az antikomintern paktumhoz való csatlakozást is. Az első szlovák köztársaság veszteségéből a szovjetek elleni harcokban jelenleg közel 1300 személyt tartanak név szerint nyilván az akkori területről (illetve a visszacsatolt területekről átszökött katonakötelesek közül), a lista azonban nem teljes. Ezek között voltak kis számban magyarok és németek is. A szlovákiai németség nagyobb részt a Waffen SS soraiban szolgált és nagy részük annak kötelékében esett el, vagy hunyt el hadifogságban. Sok szlovák katona, akiket még Ukrajna területén kerítettek be és estek hadifogságba, átállt és létrehozta a Szlovák Önkéntesek Ezredét. Többen részt vettek az ország felszabadításában és mint ejtőernyősök a Szlovák Nemzeti Felkelésben is. Körülbelül háromezer szlovák katonát vittek hadifogolyként gulágra. A Szlovák Hadsereg főparancsnoka Ferdinand Čatloš volt.
A szlovákiai németség vezetője Franz Karmasin volt. 1938 októberében a németség önigazgatási jogokat kapott, a Kárpátnémet Párt átalakult szlovákiai Deutsche Parteijá. A Szlovák nemzeti felkelés kitörése után létrehozták a Heimatschutz fegyveres szervezetet, melynek feladata az ellenzéki törekvések elnyomása volt.
A zsidók elleni fellépés, már a kezdetekben megnyilvánult a klérofasiszta államban. 1938 novemberében kb. 7500 zsidót dél-szlovákiai táborokba deportáltak, illetve a köztes „senki földjére” toloncoltak, amely területek később, a bécsi döntés értelmében Magyarországhoz kerültek. A zsidótörvényeket a parlament a német példa alapján sorra megszavazta. 1941. szeptember 9-én elfogadták az ún. Zsidó kódexet. Ez magába foglalta emberi és állampolgári jogaik megvonását, magántulajdonuk elkobzását, munkakötelezettséget és a sárga csillag viselését. Ez alól kivételt csak az államelnök vagy a miniszter adhatott. A törvények ellen októberben a püspökök tiltakoztak, ennek azonban nem volt hatása. 1941-től gettókat létesítettek, az első Auschwitzba induló vagonok 1942. március 25-én hagyták el a poprádi állomást. Ezen eseményekre emlékeztetnek a vasútállomáson és a zsinagógán elhelyezett emléktáblák. Októberig, az első hullámban kb. 57700 zsidót deportáltak az országból német koncentrációs táborokba. Ezt csak később törvényesítették, a kézfeltartásos szavazáson egyedül Esterházy János voksolt nemmel. A megmaradt zsidóságot 1944-ben akarták deportálni, de a politikai helyzet változásával és a Vatikán tiltakozásainak hatására, ez nem ment végbe, miközben a magyarországi transzportokat átengedték. A szlovák nemzeti felkelés kitörésével többen megszöktek a gettókból, végül a németek nyomására a cigányokkal, a politikai és hadifoglyokkal együtt 1945 márciusáig több mint 12 ezer embert deportáltak az országból. Ezen személyek után Németországnak fejenként 500 márkát fizettek. Egyes számítások szerint 71 ezer szlovákiai zsidó származású személy vesztette életét a koncentrációs táborokban, ez az akkori szlovákiai zsidóság háromnegyedét tette ki. Meghurcolásuk a háború után sem ért véget, Nagytapolcsányban 1945 szeptemberében még zsidó pogrom is volt. Ma kb. 6000 személy vallja magát zsidónak az országban, főként idősek.

## Megítélése
A tisói Szlovák Köztársaság, mint német bábállam megítélése Szlovákiában többnyire nem éppen pozitív. Az igazi független és szuverén szlovák államnak az 1993. január 1-jén megalakult és máig fennálló Szlovák Köztársaságot tekintik. Csupán néhány nacionalista tömörülés, mint A Mi Szlovákiánk Néppárt látja úgy, hogy a tisói Szlovákia is a szlovák önállósági küzdelem elemi része, ezért megalakulását minden év március 14-én megünneplik. Az 1990-es években a szlovák kereszténydemokratákat igen megosztotta a kérdés, hogy miként álljanak hozzá a tisói Szlovák Köztársaság fennállásához.

## Lakossága
A határok megszilárdulása után a szlovák bábállam lakossága 2,6 millió volt. A többség (85%) szlovák nemzetiségűnek vallotta magát az 1938-as népszámláláskor. A legnagyobb kisebbséget a németek alkották (4,8%), utánuk a csehek (2,9%), majd a ruszinok (2,6%). A magyarok aránya 2,1% volt, a zsidóké 1,1%, a romáké 0,9%.
Fővárosában, Pozsonyban ekkoriban 140 ezer ember élt.
A lakosság 75%-a katolikus vallású volt, maradéka főként evangélikus és görögkatolikus (utóbbiak elsősorban ruszinok voltak).
Heinrich Himmler olyan terveket szövögetett Szlovákiával kapcsolatban, amely az itteni németség számának megnövelését célozta. Ezt célozta a szlovák nemzet egy részének a németekbe való jövőbeni beolvasztása. A terv másik részét a maradék szlovákiai magyarság teljes kitelepítése jelentette volna, akiknek helyére németeket költöztetnének. A németesítési politika megalapozását a Hlinka-gárdától remélték, amelynek fokozatosan zajlott az SS-be történő beintegrálása.

## Közigazgatás
A tisói Szlovákia hat megyére tagolódott, amelyeknek összesen 58 járása és 2659 saját önkormányzattal bíró települése volt. A megyék: Pozsony, Nyitra, Tátra, Trencsén, Sáros-Zemplén és Garam.

## Kultúra
A kulturális élet jelentős fellendülést élt át az állam fennállása alatt. Ebben az időben 4000 önálló szlovák nyelvű mű jelent meg és virágzott a költészet. Számos szépirodalmár a politikai életből is kivette a részét, s csatlakoztak a nemzetiszocialista eszmékhez, mint például Ján Smrek, Valentín Beniak vagy Milo Urban. Ezek a szlovák nemzeti felkelés ellen memorandumot is kiadtak.
A függetlenség elnyerésekor az országnak egyetlen nagyobb professzionális színháza volt Pozsonyban. A másik Kassán magyar fennhatóság alá került. A következő években azonban újabb színházak alakultak Nyitrán, Túrócszentmártonban és Eperjesen. A kor kiemelkedő színházi személyei Ivan Stodola színpadi szerző, Olga Borodáčová színésznő és Ján Blaho énekes voltak.
Az országnak saját filmvállalata alakult Nástup néven, amely egyúttal a kormány fontos propagandaeszköze is lett. Mintegy 30 film mellett elkészítették az első egész estés szlovák dokumentumfilmet Od Tatier po Azovské more (A Tátrától az Azovi-tengerig) címmel 1942-ben. Külön filmesképző intézet alakult, egyik munkatársa Viktor Kubal, aki az első szlovák animációs film megalkotója.